# Garcinia calyptrata
Garcinia calyptrata är en tvåhjärtbladig växtart som först beskrevs av Schlecht., och fick sitt nu gällande namn av Bittrich. Garcinia calyptrata ingår i släktet Garcinia och familjen Clusiaceae. Inga underarter finns listade i Catalogue of Life.